# Яка у вас посмішка
«Яка у вас посмішка» («Какая у вас улыбка») — радянський художній фільм 1974 року, знятий режисером Олегом Ніколаєвським на Свердловській кіностудії.

## Сюжет
За мотивами однойменної повісті Володимира Краковського. Сергій Савінов не поступив до інституту. Він влаштовується працювати режисером у центральному парку. Але, не виявивши в собі інтересу до такого роду діяльності, Сергій залишає парк. Друг сім'ї Кирило Васильович влаштовує юнака до редакції учнем коректора. Поступово Сергій починає розуміти, що він не народжений бути коректором і переходить на радіозавод. Там йому незабаром стає нудно розглядати схеми, і він кидає і цю зненавиджену роботу. Батько вважає, що невдаху-сина слід відправити на будівництво. Прийшовши у фотоательє — замовити необхідні для документів фотографії, Сергій знайомиться зі старим майстром, за порадою якого почав займатися фотографією. Це виявилося його істинним покликанням.

## У ролях
- Олексій Мокроусов — Сергій Савінов, випускник школи, який не вступив до інституту
- Олександр Ширвіндт — Ілля, тато Сергія, актор театру
- Еве Ківі — Аня, мати Сергія (дубляж: Антоніна Кончакова)
- Валентина Сперантова — баба Варя, бабуся Сергія
- Юрій Пузирьов — Кирило Васильович, журналіст
- Л. Ломова — Майя
- Ігор Петрухін — Стасик, сусід Сергій, колишній артист цирку, силовий жонглер
- Расмі Джабраїлов — директор парку (дубляж: Весник Євген Якович|Євген Весник)
- Марія Миронова — Ольга Павлівна, старший коректор
- Наталія Богунова — Соломіна, набірщиця, яка співає
- Олександр Мовчан — Ігор Петрович, директор радіотехнічного заводу
- Михайло Майоров — фотограф
- Тетяна Дороніна — дівчина у тролейбусі та фотомайстерні
- Олександр Розін — екзаменатор
- В. Кузнецов — епізод
- М. Бобильов — епізод
- В. Балезін — епізод
- О. Лихачова — епізод
- Олександр Пархоменко — Юра, радіомонтажник
- Віктор Демерташ — Петро, радіомонтажник
- Леонід Балуєв — епізод
- Ю. Березін — епізод
- Олег Ніколаєвський — відповідальний секретар редакції
- Антонас Маркунас — епізод
- Т. Алкманіс — епізод
- Олександр Слауготніс — епізод
- Юрій Рудченко — радіомонтажник
- Вілорій Пащенко — радіомонтажник
- Володимир Талашко — Вася, радіомонтажник
- Володимир Розетті — епізод
- Олександр Лашков — епізод
- К. Кудріна — епізод
- Л. Ігноян — епізод
- Максим Ситник — епізод
- В. Савельєва — пасажирка

## Знімальна група
- Режисер — Олег Ніколаєвський
- Сценарист — Володимир Валуцький
- Оператор — Ігор Лукшин
- Композитор — Євген Стіхін
- Художник — Юрій Істратов